# ساموئل سیز
ساموئل سیز (انگلیسی: Samuel Sáiz؛ زادهٔ ۲۲ ژانویهٔ ۱۹۹۱) بازیکن فوتبال اهل اسپانیا است.
از باشگاه‌هایی که در آن بازی کرده‌است می‌توان به باشگاه فوتبال رئال مادرید سی، باشگاه فوتبال رئال مادرید، باشگاه فوتبال اوئسکا، باشگاه فوتبال رئال مادرید کاستیا، باشگاه فوتبال ختافه، و باشگاه فوتبال اتلتیکو مادرید بی اشاره کرد.
وی همچنین در تیم ملی فوتبال زیر ۱۹ سال اسپانیا بازی کرده‌است.